# Фруг, Инна Львовна
Фруг Инна Львовна (27 марта 1925 года, Смоленск, СССР — 24 февраля 1997 года, город Ангарск, Иркутская область, Россия) — врач, писатель.

## Биография
Инна Львовна Фруг родилась 27 марта 1925 года в городе Смоленске в семье школьной учительницы — Маневич Екатерины Осиповны и партийного работника Фруга Льва Ефимовича, племянника поэта Семёна (Шимона) Григорьевича Фруга (1860 – 1916). В связи с переездом по работе отца в Москву — жила и училась в Москве, в школе № 32 им. Лепешинского. В 1938 году Л. Е. Фруг был арестован, семья ещё некоторое время жила на улице Островского. Затем – война и эвакуация на Урал (во время эвакуации квартиру Фруг в Москве заняли работники Фрунзенского райкома партии Москвы). Мать и младшая дочь, Марьяна, жили в селе Горевая Пермской области, а Инна – в селе Добрянка, (в 30 километрах, через реку Каму). В 17 лет, учась 9 классе школы № 1, прямо с урока физики она ушла добровольцем на фронт. Этот факт биографии станет впоследствии одним из эпизодов её книги «Запах гари». Инна демобилизовалась в июне 1945 года.
На фронте Инна Фруг была связисткой в батальоне аэродромного обслуживания (полевая почта 42195 «Ш»). В школьные годы её интересовали литература и биология. Знакомство на фронте с будущим мужем, Львом Иосифовичем Лейдерманом, который мечтал стать врачом, привело её к решению поступить в Первый Московский медицинский институт. В 1952 году, успешно закончив учебу, Инна Лейдерман отказалась от работы в Московской области, вместе с матерью и годовалой дочерью по собственному желанию приехали в Ангарск. Через год после окончания института, к ним присоединился муж Инны — Лев, и они остались в Ангарске на всю жизнь. Она начинала как участковый и цеховой врач и стала одним из лучших терапевтов молодого города, а её муж был ведущим хирургом-урологом.
С 1959 г. Инна Львовна заведовала Майским терапевтическим отделением городской больницы. В результате перегрузок во времена войны в 1969 году у неё начался тяжелый остеохондроз с поражением спинного мозга; пришлось уйти с работы. Течение заболевания усугубилось неправильно сделанной в Москве операцией и осложнениями после неё; затем вторая операция в Новокузнецке вернула ей жизнь. Несмотря на пожизненную инвалидность 1-й группы, она вновь вышла на работу на специально организованное для неё место врача-консультанта в Городской больнице № 2. Инна Львовна не только лечила больных, но и читала лекции по профилактике остеохондроза, приглашала на консультации специалистов Новокузнецка, где был Центр по изучению остеохондроза, направляла туда больных. По её инициативе во всех лечебных учреждениях Ангарска стало обязательным производство функциональных рентгенограмм и электрокардиограмм при шейном остеохондрозе. Через год после ухода на инвалидность (1973), она продолжила работу врача и просветителя, и одновременно с основной работой организовала клуб медицинских сестер «Свеча». На встречах проводились литературные диспуты, вечера поэзии; праздники цветов.
Уже находясь на пенсии, И. Л. Лейдерман подтвердила высшую категорию врача-терапевта.
Инна Фруг начала публиковаться в 1980 году. Восточно-Сибирское книжное издательство в 1988 году выпустило первую и единственную при ее жизни книгу «Запах гари» с предисловием Светланы Алексиевич. «Кубик Рубика» — вторая и последняя, автобиографическая, книга Инны Фруг вышла в Иркутске в 2005 году.

## Творчество
И в детстве, и на фронте (16 блокнотов записей) Инна Фруг писала дневник. Более сотен писем с фронта и дневники стали основой её художественного творчества. Заведуя терапевтическим отделением больницы, она предложила коллегам ведение общего Дневника. В нём честно и открыто отражена вся жизнь отделения. Впоследствии был написан цикл рассказов «Последнее», сочетавший медицинское и художественное начала — о больных, о их силе духа перед лицом смерти. Инна Львовна была не только организатором лечебной работы, но и клиницистом и диагностом, о чём говорят статьи в журнале «Клиническая медицина» (1962, № 5), в журнале «Проблемы гематологии и переливание крови» (1964, № 8). В 1980 году в «Юности», № 5 был напечатан рассказ «Запах гари»; в 1988 «Звезды ясные» опубликована в журнале «Знамя», № 2, позже инсценированная на Лондонском радио.
В 2015 году, к 70-летию Победы, Ангарский отдел культуры переиздал «Запах гари». В книгу вошли повесть и рассказы, основанные на фронтовых письмах к маме, дневники автора, а также записки врача, оформленные художником Вячеславом Прошиным, рисунками автора и фотографиями из архива семьи.
23 декабря 2016 года Иркутской областной библиотекой имени И. Молчанова-Сибирского книга «Запах гари» была признана победителем регионального конкурса «Лучшая книга года».
В 1998 году в красноярском журнале «День и Ночь», напечатаны фрагменты из «Кубик Рубика». Отдельное издание вышло в Иркутске (2005), посвященное мужу — Льву Иосифовичу Лейдерману. В книге — судьба четырёх поколений семьи XX столетия, события огромного размаха и драматизма, лирика и философские размышления, 1937 год, война, послевоенные времена. В 2009 году дочерью Людмилой был подготовлен к печати сборник стихов «Что я без красного листа кленового?».
Ещё одной стороной жизни Инны Львовны были письма. Через 40 лет часть этих писем составила книгу «Свеча, подожженная с двух сторон: Эпистолярная история» (Вступит. статья Л. Беспрозванного. Иркутск, 2009). Переписка друзей: Инны Львовны Лейдерман и Сергея Владимировича Сперанского, ученого из Новосибирска, длилась семнадцать лет (1979 – 1996).
С. Сперанский назвал письма свечою, подожжённой с двух сторон. Составитель книги Леонид Беспрозванный написал в предисловии: "…эти письма написаны «с апостольским жаром», они являют собой «…бесценные свидетельства времени — может быть, более достоверные, чем история, которая всегда конъюнктурна и не всегда чистоплотна. В них подробности, реалии, которых нигде не сыскать. В них уникальные автопортреты и сонм портретов. В них драматизм судеб, восторги и упоения, беды и огорчения, шквал ветров и непогод…».
Необычность переписки была и в том, что Сергей Сперанский отправлял письма в оригинально оформленных конвертах, в которых всё играло свою роль и соотносилось с содержанием письма: и форма конверта, и его цвет, и марки, и иллюстрации. Иркутский фотохудожник Александр Князев использовал конверты Сперанского, превратив издание переписки в изысканный альбом.
В 1991 году об этих конвертах Инна Львовна написала статью «Чем помогу?» в журналах ЮНЕСКО и «Знание — сила». С. В. Сперанский писал: «Есть такое понятие: „сила духа“. Мы не имеем инструментов для измерения этой силы. Однако прекрасно понимаем — чувствуем! — что это такое. Титаническая сила духа Инны Львовны была ЗАРАЗИТЕЛЬНА, она „подпитывала“ огромное количество людей — подчас даже тех, кто не знал эту женщину. Я убежден, например, что Инна Львовна существенно повышала духовный потенциал своего города Ангарска».

## Список публикаций

### Книги
1. Фруг И. Л. Запах гари / Предисл. С. Алексиевич. — Иркутск: Восточно-Сибирское книжное издательство, 1988. — 224 с.
2. Фруг И. Л. Кубик Рубика / Вступ. ст. Л. Беспрозванного. — Иркутск: Издание ОАО «Иркутская областная типография № 1 имени В. М. Посохина», 2005. — 316 с.
3. Фруг И. Л. Что я без красного листа кленового? / Вступ. ст. Л. Животовской. — Ангарск: ЗАО «RAIN», 2009. — 90 с.
4. С. В. Сперанский, И. Л. Лейдерман. Свеча, подожженная с двух сторон: Эпистолярная история / Вступ. ст. Л. Беспрозванного. — Иркутск: Типография «На Чехова», 2009. — 280 с.
5. Фруг И. Л. Запах гари / Вступ. ст. С. Алексиевич. — Иркутск: Форвард, 2015. — 240 с.

### Журналы
1. Фруг И. Л. Звёзды ясные: Фронтовые дневники // Знамя. — 1988. — № 2. — С. 4—38.
2. Фруг И. Л. Запах гари: Рассказ // Юность. — 1980. — № 5. — С. 16—23.
3. Фруг И. Л. Сон: Рассказ // Сельская молодежь. — 1984. — № 5. — С. 14—18.
4. Фруг И. Л. Последнее: Рассказы // Сибирь. — 1986. — № 5. — С. 79—88.
5. Frug Inna (Фруг Инна). Bright Stars (Звёзды ясные: Фронтовые дневники) // Soviet Weekly (еженедельник Советская неделя). — 1988. — № 2. — С. 403.
6. Фруг И. Л. Завещание: Рассказы // Сельская молодежь. — 1988. — № 3. — С. 29—33.
7. Frug Inna (Фруг Инна). How can I help? (Чем помогу?) // UN Special (ежемесячник ООН), Mars. — 1991. — № 485. — С. 22—23.
8. Фруг И. Л. Чем помогу? // Знание – сила. — 1991. — № 8. — С. 34—36.
9. Фруг И. Л. Возьмите стих мой. Он недоработан… // Третье сословие. — 2000. — № 4—5. — С. 11.
10. Лейдерман Инна Львовна. Моё счастье было запланировано: Выступление на городском радио 27 марта 1975 года по случаю собственного юбилея // Время (газета). — 2003. — 27 марта. — С. 8.
11. Фруг Инна – Сперанский Сергей. А как хотелось бы живой боли… Эпистолярный роман // Зелёная лампа (литературно-публицистический альманах иркутского отделения союза российских писателей). — 2003. — С. 128—162.
12. Инна Фруг. Кубик Рубика // «День и Ночь». Литературный журнал для семейного чтения. — 1998. — № 1—2.